# Bobrůvka (řeka)
Bobrůvka je řeka v okresech Žďár nad Sázavou a Brno-venkov na Moravě. Podle státních mapových děl Bobrůvka ústí zprava do Svratky a v celé délce má též alternativní název Loučka. Mapy.cz a OpenStreetMap označují názvem Bobrůvka jen úsek po soutok s Libochůvkou v obci Dolní Loučky a posledních necelých 5 km názvem Loučka, Bobrůvka tak je v tomto pojetí jednou ze zdrojnic Loučky. Podle map 2. vojenského mapování se střední tok od Strážku po Újezd u Tišnova jmenoval podle Strážku (Straschkau Fluß, v češtině známé v podobě Straška nebo Strážkovský potok) a název Loučka se vztahoval k úseku od Újezdu u Tišnova po soutok se Svratkou. Délka řeky od pramene po soutok s Libochovkou je 54,5 km, až po soutok se Svratkou je délka toku 62,61 km. Povodí před soutokem s Libochovkou má plochu 236,9 km².

## Průběh toku
Řeka pramení 1 km západně od Rokytna v nadmořské výšce 724,99 m. Přímo v Novém Městě na Moravě protéká několika rybníky. Dále teče směrem k jihu přes obec Radešínská Svratka do obce Bobrová, kde se tok stáčí k východu a následně k jihovýchodu. Za obcí Strážek řeka vstoupí do hlubokého údolí a přes Újezd u Tišnova pokračuje do Dolních Louček, kde se stéká s Libochovkou.

## Mlýny
Mlýny jsou seřazeny po směru toku řeky.
- Vodní mlýn v Petrovicích – Petrovice, okres Žďár nad Sázavou, kulturní památka
- Kubitův mlýn - Strážek, okres Žďár nad Sázavou
- Buchalův vodní mlýn – Skryje, okres Brno-venkov, kulturní památka

## Využití
Horní část údolí nad Novým Městem je velmi oblíbeným místem zimní rekreace, zejména běžeckého lyžování. Nejoblíbenějším místem pro rekreaci je dolní část toku pod Strážkem, kde se nachází hluboké zalesněné údolí s množstvím chat a také s Trenckovou roklí. V údolí pod obcí Zvole se nachází známé Westernové městečko Šiklův Mlýn.